# Багнелл, Кен
Кен Ба́гнелл (англ. Ken Bagnell; род. 28 июня 1962, Галифакс) — канадский кёрлингист, тренер по кёрлингу и спортивный психолог.
Наиболее известен как тренер команды скипа Колин Джонс, чемпионов мира и Канады среди женщин.
Как спортивный психолог и аналитик неоднократно участвовал в разных странах мира в тренировочной программе Всемирной федерации кёрлинга «Stepping Stones», для повышения уровня психологической тренированности кёрлингистов, входящих в основные и резервные составы национальных команд.
Работает президентом спортивного центра "Canadian Sport Centre Atlantic".

## Результаты как тренера
клубных команд:
| Год  | Турнир                                         | Команда                 | Скип        | Место |
| ---- | ---------------------------------------------- | ----------------------- | ----------- | ----- |
| 2001 | Чемпионат Канады по кёрлингу среди женщин 2001 | Новая Шотландия         | Колин Джонс | 1     |
| 2001 | Канадский олимпийский отбор по кёрлингу 2001   | Новая Шотландия         | Колин Джонс | 3     |
| 2002 | Чемпионат Канады по кёрлингу среди женщин 2002 | Канада                  | Колин Джонс | 1     |
| 2003 | Чемпионат Канады по кёрлингу среди женщин 2003 | Канада                  | Колин Джонс | 1     |
| 2004 | Чемпионат Канады по кёрлингу среди женщин 2004 | Канада                  | Колин Джонс | 1     |
| 2005 | Чемпионат Канады по кёрлингу среди женщин 2005 | Канада                  | Колин Джонс | 5     |
| 2006 | Чемпионат Канады по кёрлингу среди женщин 2006 | Новая Шотландия         | Колин Джонс | 3     |
| 2009 | Чемпионат Канады по кёрлингу среди мужчин 2009 | Ньюфаундленд и Лабрадор | Брэд Гушу   | 4     |
| 2010 | Чемпионат Канады по кёрлингу среди мужчин 2010 | Ньюфаундленд и Лабрадор | Брэд Гушу   | 4     |
| 2014 | Кубок Канады по кёрлингу 2014 (мужчины)        |                         | Брэд Гушу   | 5     |
| 2015 | Чемпионат Канады по кёрлингу среди мужчин 2015 | Ньюфаундленд и Лабрадор | Брэд Гушу   | 4     |

национальных сборных:
| Год  | Турнир                                       | Сборная          | Место |
| ---- | -------------------------------------------- | ---------------- | ----- |
| 2001 | Чемпионат мира по кёрлингу среди женщин 2001 | Канада (женщины) | 1     |
| 2003 | Чемпионат мира по кёрлингу среди женщин 2003 | Канада (женщины) | 2     |
| 2004 | Чемпионат мира по кёрлингу среди женщин 2004 | Канада (женщины) | 1     |